# Słupca
Słupca is een stad in het Poolse woiwodschap Groot-Polen, gelegen in de powiat Słupecki. De oppervlakte bedraagt 10,31 km², het inwonertal 14.464 (2005).

## Verkeer en vervoer
- Station Słupca

## Geboren
- Jan Bednarek (1996), voetballer